# Công suất điện xoay chiều
Công suất điện xoay chiều là phần năng lượng được chuyển qua mạch điện xoay chiều trong một đơn vị thời gian.

## Giới thiệu
Công suất được định nghĩa như là phần năng lượng được chuyển qua một bề mặt trong một đơn vị thời gian. Đối với mạch điện một chiều, công suất, năng lượng mà mạch điện thực hiện chuyển đổi qua đường dây điện trong một đơn vị thời gian, được tính bằng công thức:
{\displaystyle P=U\times I}
Với:
- P là công suất
- U là điện áp
- I là độ lớn dòng điện đi qua (cường độ dòng điện).

Trong mạch điện xoay chiều, các thành phần tích lũy năng lượng như cuộn cảm và tụ điện có thể tạo ra sự lệch pha của dòng điện so với hiệu điện thế. Có thể được biểu diễn về mặt toán học hiệu điện thế và dòng điện bằng số phức để thể hiện pha của các đại lượng này cho điện xoay chiều. Lúc này công suất cũng có thể biểu diễn qua số phức, kết quả của phép nhân hai số phức là hiệu điện thế và dòng điện.
Giá trị tuyệt đối của công suất phức là công suất biểu kiến. Phần thực của công suất phức được gọi là công suất thực. Nó là công suất tính trung bình theo toàn chu kỳ của dòng điện xoay chiều, tạo ra sự chuyển giao thực năng lượng theo một hướng. Phần ảo của công suất phức được gọi là công suất phản kháng; do nó là công suất chuyển ngược về nguồn cung cấp năng lượng trong mỗi chu kỳ do sự tích lũy năng lượng trong các thành phần cảm kháng và dung kháng.

## Dòng năng lượng
Trong biểu đồ, P là công suất thực, Q là công suất phản kháng, độ dài của S là công suất biểu kiến.
Nhận thức được quan hệ giữa ba thành phần này là vấn đề cốt lõi của nhận thức chung về công nghệ điện xoay chiều. Quan hệ toán học giữa các thành phần này là một tổng vectơ và thông thường được biểu diễn dưới dạng số phức
S = P + iQ
Ở đây i là đơn vị số ảo, căn bậc hai của -1.
Giả sử coi như ta có mạch điện xoay chiều bao gồm một nguồn và phụ tải tổng quát hóa, trong đó cả dòng điện và hiệu điện thế là có dạng hình sin. Nếu phụ tải là điện trở thuần túy hay hai sự phân cực theo hai chiều là cân bằng, thì chiều của dòng năng lượng không bị thay đổi và chỉ có công suất thực đi qua. Nếu phụ tải là cảm kháng hay dung kháng thuần túy thì hiệu điện thế và dòng điện lệch pha nhau đúng 90 độ (đối với dung kháng thì dòng điện nhanh pha hơn hiệu điện thế còn đối với cảm kháng thì dòng điện chậm pha hơn so với hiệu điện thế) và do vậy sẽ không có một năng lượng thực nào qua được. Nguồn năng lượng khi đó sẽ chỉ chuyển tới, chuyển lui và được biết như là công suất phản kháng. Nếu cảm kháng (đơn giản nhất là cuộn cảm) và dung kháng (đơn giản nhất là tụ điện) được mắc song song thì dòng điện sinh ra bởi cảm kháng và dung kháng là lệch pha nhau 180 độ và vì thế chúng một phần nào đó triệt tiêu lẫn nhau hơn là bổ sung cho nhau. Trong thực tế, phần lớn các phụ tải đều có cảm kháng hay dung kháng hoặc cả hai phần này vì thế cả công suất thực và công suất phản kháng đều phải được truyền tới phụ tải.

## Hệ số công suất
Tỷ số giữa công suất thực và công suất biểu kiến trong mạch gọi là hệ số công suất. Khi dòng xoay chiều có dạng hình sin lý tưởng, hệ số công suất là côsin của góc lệch pha giữa dòng điện và hiệu điện thế của dòng xoay chiều. Do vậy trên thực tế người ta hay ghi hệ số công suất như là " cos {\displaystyle \phi }" vì lý do này.
Hệ số công suất bằng 1 khi hiệu điện thế và cường độ dòng điện cùng pha, và bằng 0 khi dòng điện nhanh hoặc chậm pha so với hiệu điện thế 90 độ. Hệ số công suất phải nêu rõ là nhanh hay chậm pha.
Đối với hai hệ thống truyền tải điện với cùng công suất thực, hệ thống nào có hệ số công suất thấp hơn sẽ có dòng điện xoay chiều lớn hơn vì lý do năng lượng quay trả lại nguồn lớn hơn. Dòng điện lớn hơn trong các hệ thống thực tiễn có thể tạo ra nhiều thất thoát hơn và làm giảm hiệu quả truyền tải điện năng. Tương tự, đoạn mạch có hệ số công suất thấp hơn cũng sẽ có công suất biểu kiến cao hơn và nhiều thất thoát năng lượng hơn với cùng một công suất thực được truyền tải.
Đoạn mạch có dung kháng sinh ra công suất phản kháng với dòng điện nhanh pha hơn hiệu điện thế một góc 90 độ, trong khi đó thì đoạn mạch có cảm kháng sinh ra công suất phản kháng với dòng điện chậm pha hơn hiệu điện thế một góc 90 độ. Kết quả của điều này là các thành phần cảm kháng và dung kháng có xu hướng triệt tiêu lẫn nhau. Theo quy ước, dung kháng được coi là sinh ra công suất phản kháng còn cảm kháng thì tiêu thụ công suất này (điều này có lẽ có nguyên nhân là trên thực tế phần lớn các phụ tải thực trong cuộc sống là có cảm kháng và do đó công suất phản kháng phải được cấp tới chúng từ những tụ bù hệ số công suất).
Trong truyền tải điện năng và phân phối chúng, có cố gắng đáng kể để kiểm soát công suất phản kháng. Điều này thông thường được thực hiện bởi việc tự động đóng/mở các cuộn cảm hay các tụ điện. Các nhà phân phối điện có thể sử dụng các đồng hồ đo điện để đo công suất phản kháng, nhằm hỗ trợ khách hàng tìm biện pháp nâng hệ số công suất lên hay xử phạt các khách hàng để hệ số công suất quá thấp (chủ yếu là các khách hàng lớn). 
Công suất biểu kiến được sử dụng để mô tả việc cung ứng điện năng từ nguồn. Nó là tổng vectơ của công suất thực (năng lượng thực tế được truyền từ nguồn tới phụ tải) và công suất phản kháng (là năng lượng lưu thông giữa nguồn và các thành phần lưu trữ năng lượng là cảm kháng và dung kháng của phụ tải). Nó thông thường là điều được chú ý nhiều nhất trong truyền tải và phân phối điện năng.  
|S|2 = P2 + Q2
Đơn vị công suất oát (W) nói chung được gắn với công suất thực tế tiêu hao. Công suất phản kháng được đo bằng vôn-ampe phản kháng (VAr) và công suất biểu kiến hay công suất phức hợp được đo bằng vôn-ampe (VA) hay các bội (ước) số của nó, chẳng hạn như kVA.